# Théâtre de l'Arbanel
Le théâtre de l'Arbanel est, depuis 1991, un café-théâtre d'environ 150 places situé à Treyvaux en Suisse. Il tire son nom d'une association fondée en 1973.

## Historique
En décembre 1990, le Conseil communal de Treyvaux accepte de mettre à disposition l'ancienne halle de gymnastique afin qu'elle devienne un centre culturel régional. L'Arbanel transforme l'intérieur de la halle en théâtre avec scène et gradins sous la direction de Louis Yerly et de Marie-Cécile Kolly, responsables aussi du spectacle-création qui se monte en même temps et inaugurera en quelque sorte la salle de l'Arbanel en 1991 : « Poulies, guindes et mouchoirs ».
Le 28 janvier 2000, l'Arbanel fête la fin des travaux de rénovation dans sa salle et inaugure officiellement son nouvel espace culturel.
En 2012, la salle subi une nouvelle rénovation qui lui offre, dès le 3 novembre, un balcon et un nouvel espace régie pour les professionnels, faisant passer la capacité de la salle à environ 150 places.

### Présences notables
Depuis 1973, L'Arbanel a notamment accueilli Pauline Julien en 1977, Yves Duteil en 1978, Michèle Bernard en 1981, François Silvant et Henri Dès en 1989, Philippe Cohen en 1994, et 1997, Pip Simmons en 2000, Gardi Hutter en 2004 ou encore Bernard Pivot en 2016. Les Dicodeurs ont rendu visite deux fois à l'Arbanel. En 2013 avec l'éthnologue Jérémie Forney et en 2019 avec Fabien Volery.

## Troupes

### Troupe principale
À ses débuts, la troupe de théâtre amateur s’investit surtout dans des sketches écrits par des membres de l’équipe et qui eurent leurs heures de gloire jusque dans les années 80. La troupe se tourne alors vers des auteurs confirmés ou classiques, tels que Dürrenmatt, Léonce et Léna de Georg Büchner, Le Brave Soldat Chvéïk de Jaroslav Hašek, Peines d’Amour perdues de Shakespeare ou encore La Cerisaie de Tchekhov en 2013,.
En 2019, la troupe principale interprète une production propre : Une journée d'enfer de Jean-Louis Bauer, mise en scène par Monique Marmy.

### La tribu du ruisseau
Depuis 1996, les jeunes anciens de la troupe des enfants constituent une compagnie qui monte ses propres spectacles. Leur moyenne d’âge est de 18 à 25 ans. Voici quelques-unes de leur réalisation :
- Le Naufrage ou Miss Ann Saunders en 1996 ;
- C’est la Faute à pas d’Chance en 1998 ;
- Harold et Maude de Colin Higgins en 1999 ;
- Nœud Dramatique Majeur en 2003 : théâtre musical entièrement créé par la troupe.

En 2017, La tribu du ruisseau a organisé le "Festival en béton". Il s'agit de 2 jours de musique et de cinéma.

### Le Pop Corn
La troupe enfantine réunit des jeunes de 9 à 16 ans. Dès ses débuts en 1991 et parce qu'il est difficile de trouver des pièces intéressantes pour 20 à 30 jeunes acteurs, le Pop-Corn Théâtre présente des créations écrites spécialement pour eux :
- 1991 : Et ça, c’est pas donné à tout le monde ! de Colette Gaillard ;
- 1993 : 35, rue Palermo de Colette Gaillard ;
- 1995 : Vingt mille Pieds sous la Cour de José Mazzocato ;
- 1996 : Docteur Carême et Mister Gras une comédie musicale de Colette Gaillard pour le texte et Bertrand Cochard pour la musique qui avait créée l’événement ;
- 1997 : Aux frontières du réelle de José Mazzocato ;
- 1998 : Ketchup City écrit par Erica Forney et Joël Gachoud pour la troupe des adultes en 1984, et redonné par le Pop-Corn ;
- 2000 : Alors c'est pour quand ce Mariage? de Colette Gaillard ;
- 2002 : Noé de José Mazzocato ;
- 2004 : La rumeur du bruit qui court de José Mazzocato ;
- 2006 : ÃVER de José Mazzocato en mai ;
- 2006 : Dyctaclown de Sophie Korol en novembre ;
- 2007 : Ours tout court de José Mazzocato ;
- 2008 : Pomme de terre en robe de chambre de Sophie Korol ;
- 2010 : Papillons de José Mazzocato ;
- 2012 : Le maïs s'éclate (20 ans) de José Mazzocato ;
- 2015 : Aqua de José Mazzocato[13].
- 2016 : Tous en place! de Marlyse Clément
- 2018 : Le compte est bon de Marlyse Clément
- 2020 : Un beau roman de José Mazzocato[14].

## Fonctionnement
En 2008, après 35 ans d'existence sous la forme d'une société coopérative (soumise au Code des obligations sous le chapitre XXIX), L'Arbanel se transforme en association en sens du Code civil, article 60 et suivants.

### Sources
- Archives de L'Arbanel